# Sladkowo (Tjumen)
Sladkowo (russisch Сладко́во) ist ein Dorf (selo) in der Oblast Tjumen in Russland mit 3303 Einwohnern (Stand 14. Oktober 2010).

## Geographie
Der Ort liegt etwa 350 km Luftlinie südöstlich des Oblastverwaltungszentrums Tjumen im Westsibirischen Tiefland. Er befindet sich zwischen zwei abflusslosen Seen, etwa 13 km von der Grenze zur Oblast Omsk und knapp 30 km von der Grenze zu Kasachstan zurentfernt.
Sladkowo ist Verwaltungszentrum des Rajons Sladkowski sowie Sitz der Landgemeinde Sladkowskoje selskoje posselenije, zu der außerdem die Dörfer Bolschoje (5 km südsüdwestlich), Kotschkarnoje (11 km südwestlich) und Malinowo (5 km nördlich) gehören.

## Geschichte
Das Dorf wurde 1782 erstmals erwähnt und 1797 Sitz einer Wolost. Seit November 1923 ist Sladkowo Verwaltungssitz eines nach ihm benannten Rajons, mit Unterbrechungen von 1. Januar 1932 bis 25. Januar 1935, als der Rajon zusammen mit dem nördlich benachbarten Abatski rajon zum Masljanski rajon mit Sitz in der knapp 50 km nördlich gelegenen Siedlung Masljanski zusammengeschlossen war, und vom 1. Februar 1963 bis 12. Januar 1965, als der Rajon aufgelöst war und sein Territorium zum Kasanski rajon mit Sitz in Kasanskoje, 70 km westlich, gehörte.

### Bevölkerungsentwicklung
| Jahr | Einwohner |
| ---- | --------- |
| 1897 | 740       |
| 1939 | 1809      |
| 1959 | 2300      |
| 1970 | 2870      |
| 1979 | 3675      |
| 1989 | 3651      |
| 2002 | 3477      |
| 2010 | 3303      |

Anmerkung: Volkszählungsdaten

## Verkehr
Nach Sladkowo führt die Regionalstraße 71N-1014/117/1402, die gut 80 km nordwestlich in Ischim von der  föderalen Fernstraße R402 Tjumen – Omsk abzweigt und zunächst bis Masljanski der Transsibirischen Eisenbahn folgt, wo sich auch nächstgelegene Bahnstation Masljanskaja befindet. Von Sladkowo nach Westen verläuft die 71N-1106/1403, die bei Iljinka südlich von Kasanskoje die 71A-1109 von Ischim zur kasachischen Grenze erreicht (dort weiter nach Petropawl, Teil der Europastraße 125).